# Волков Сергій Михайлович
Сергі́й Миха́йлович Во́лков (нар. 3 травня 1955, Донецьк) — український піаніст, педагог, музично-громадський діяч, вчений-культуролог. Заслужений діяч мистецтв України (2008). Доктор культурології (2013), професор (2013). Член Науково-експертної комісії Міністерства культури України. З червня 2019 року — директор Київського державного музичного ліцею імені Миколи Лисенка .

## Життєпис
У 1973 закінчив з відзнакою Донецьке державне музичне училище як піаніст, у 1978 — Донецький музично-педагогічний інститут (клас проф. Л. М. Адаменко — вихованиці О. Б. Гольденвейзера і Д. Д. Шостаковича).
1975—1978 — викладач і концертмейстер Донецької музичної школи № 4. 1978 — викладач Київського міського педагогічного училища № 1. 1980—1982 — методист Науково-методичного кабінету навчальних закладів мистецтва і культури Мінкультури України. У 1982—2003 працював на відповідальних посадах у Міністерстві культури України, Міністерстві фінансів України, Секретаріаті Кабінету Міністрів України.
З 1984 року викладав у КССМШ імені М. В. Лисенка, Київському інституті культури (нині — Київський національний університет культури і мистецтв), Національній музичній академії України імені П. І. Чайковського..
2003—2008 — директор Київського державного музичного училища ім. Р. Глієра, яке 2008 року з його ініціативи було реорганізовано в Київський інститут музики ім. Р. М. Глієра (нині — Київська муніципальна академія музики імені Р. М. Глієра [Архівовано 8 травня 2019 у Wayback Machine.]).
Від 2008 р. до червня 2019 року працював на посадах вченого секретаря, заступника директора з наукової роботи, виконував обов'язки директора Інституту культурології [Архівовано 24 липня 2017 у Wayback Machine.] Національної академії мистецтв України
У червні 2019 року був обраний за конкурсом на посаду директора Київського державного музичного ліцею імені Миколи Лисенка.

## Науково-педагогічна, творча і громадська діяльність
С. М. Волков — один з найбільш досвідчених, кваліфікованих і відомих в Україні експертів з питань мистецької освіти. Його внеском у розвиток сучасної української культури є фундаментальні наукові дослідження, зокрема монографія «Мистецька освіта в культурі України 90-х років ХХ сторіччя» (2006), в якій уперше науково обґрунтовано концепцію української системи мистецької освіти і запропоновано шляхи збереження її унікальності в умовах глобалізації. У монографії «Інституалізовані соціокультурні системи: регіональна специфіка та динаміка» (2010) проаналізовано основні етапи становлення та діяльність 80-ти вищих мистецьких навчальних закладів України І — IV рівнів акредитації.
Брав активну участь у розробці національних стандартів мистецької освіти, чому сприяла його власна понад 40-річна науково-педагогічна, організаційна та адміністративна діяльність. Очолював групу експертів Міністерства освіти і науки України з розробки державних стандартів освіти зі спеціальності «Музичне мистецтво», регулярно брав участь у підготовці навчально-методичної документації, типових навчальних планів для музичних вищих навчальних закладів України.
Важливим напрямком діяльності С. М. Волкова була робота у складі Експертної ради з культури, мистецтва і туризму при Державній акредитаційній комісії України з ліцензування та акредитації вищих навчальних закладів. Як член ДАК С. М. Волков регулярно здійснював експертизу вищих навчальних закладів мистецького спрямування та моніторинг стану розвитку мистецької освіти в регіонах України, працював у складі комісій та експертних груп з атестації та акредитації вищих мистецьких навчальних закладів.
Упродовж 80-90-х років ХХ сторіччя долучився до числа організаторів цілої низки мистецьких конкурсів для творчої молоді, серед яких всесвітньовідомий Міжнародний конкурс молодих піаністів пам'яті Володимира Горовиця (м. Київ), Міжнародний конкурс юних артистів балету «Фуете Артеку», Всеукраїнський конкурс студентів та учнів фортепіанних відділів музичних училищ та середніх спеціальних музичних шкіл (м. Кропивницький), Київський міський конкурс юних піаністів імені О.Вериківської тощо. С. М. Волкова часто запрошують до роботи у складі журі регіональних та всеукраїнських фортепіанних конкурсів. Упродовж 1999—2020 років був головою і членом журі Всеукраїнського конкурсу юних піаністів пам"яті Володимира Пухальського [Архівовано 31 жовтня 2019 у Wayback Machine.].
Обіймав посаду директора одного з найстаріших в Україні музичних навчальних закладів — Київського державного вищого музичного училища імені Р. М. Глієра — з 2003 по 2008 роки. Був ініціатором та організатором створення на базі Київського державного музичного училища імені Р. М. Глієра вищого навчального закладу ІІІ рівня акредитації — Київського інституту музики імені Р. М. Глієра (нині — Київська муніципальна академія музики імені Р. М. Глієра[недоступне посилання з грудня 2021]). Веде основні курси загального та спеціалізованого фортепіано в КМАМ імені Р. М. Глієра та КССМШ імені М. В. Лисенка.
У 2003 році захистив дисертацію «Система мистецької освіти в культурі України 90-х років ХХ століття: традиції, реформи, перспективи» на здобуття наукового ступеня кандидата мистецтвознавства.
У 2013 році захистив дисертацію «Соціокультурна динаміка інституалізаційних, інтеграційних та регіоналізаційних процесів в мистецькій освіті України: культурологічний аспект» на здобуття наукового ступеня доктора культурології.
Автор одноосібних і колективних монографій, близько 50 наукових статей з питань культури і мистецтва, розвитку мистецької освіти в Україні, державного регулювання системи підготовки мистецьких кадрів, підтримки дитячої творчості і різноманітних культурних практик тощо. «Центральними концептами робіт С. М. Волкова є „культура“, „мистецтво“, „освіта“, на перетині яких осмислюється мистецька освіта та розкривається специфіка її інституалізації як системи».
Активний учасник і організатор всеукраїнських та міжнародних наукових конференцій з питань культуролгії в Україні і за кордоном.
Виступає з лекціями в Інституті підвищення кваліфікації Національної академії керівних кадрів культури і мистецтва Мінкультури України.
Член Спеціалізованої вченої ради із захисту кандидатських і докторських дисертацій Д 26.005.02 у Національній музичній академії України імені П. І. Чайковського.
Член Спеціалізованої вченої ради із захисту кандидатських і докторських дисертацій Д 64.807.01 у Харківській державній академії культури.

## Публікації

### Навчальні посібники
Волков С. М. Мистецька освіта в культурі України 90-х років ХХ століття: Навчальний посібник. Київ, 2006. 207 с. ISBN 966-8949-00-5
Волков С. М. Українська фортепіанна мініатюра ХХ ст.: Хрестоматія для студентів оркестрових факультетів вищих музичних навчальних закладів / Сергій Волков. Київ, 2011. 105 с. Ноти, текст. ISBN 987-966-2241-18-1.

### Одноосібні монографії
Волков С. М. Інституалізовані соціокультурні системи: регіональна специфіка та динаміка / Сергій Волков. К.: Інститут культурології НАМ України, 2010. 248 с. Бібліогр.: 213—234. ISBN 987-966-2241-15-0.

### Колективні монографії
Аспекти морфології культури: генезис, типологія [Колективна монографія] / І. М. Юдкін, С. Д. Безклубенко, С. М. Волков, О. М. Берегова, Є. М. Причепій. К.: Інститут культурології НАМ України, 2011. 288 с.
Методологічні проблеми культурної антропології та етнокультурології: зб.наук. пр. / С. Д. Безклубенко, Ю. П. Богуцький, С. М. Волков та ін. К.: Ін-т культурології НАМ України, 2011. 479 с.
Дитяча субкультура в Україні: традиції та сучасність (культурологічний контекст): монографія / С. М. Волков, Т. І. Гаєвська та ін. К.: Ін-т культурології НАМ України, 2018. 576 с. — іл.
Сучасна культурологія: актуалізація теоретико-практичних вимірів: колективна монографія / За загал.ред.проф. Ю. С. Сабадаш; редактори-укладачі: проф. Ю. С. Сабадаш, проф. І. В. Петрова. К.: Видавництво Ліра-К, 2019. 308 с.

### Публікації в Web of Science Core Collection
1. Волков С. (2014). Еволюційні трансформації культурології. Вісник Національної академії керівних кадрів культури і мистецтв. Вип.2. С.34-38.
2. Volkov, S., Berehova, O. (2019). Piano Competitions in the Socio-Cultural Reality of Globalization. Journal of History Art and Culture Research. Vol.8, No 4, p. 329-346. DOI: http://kutaksam.karabuk.edu.tr/index.php/ilk/article/view/2325 [Архівовано 29 квітня 2020 у Wayback Machine.]
3. Volkov, S., Berehova, O. (2020). Modern Opera of the Late XX — Early XXI Centuries: World Trends and Ukrainian Realities Journal of History Art and Culture Research. Vol.9, No4, p. 217-235. DOI: http://kutaksam.karabuk.edu.tr/index.php/ilk/article/view/2817 [Архівовано 5 січня 2021 у Wayback Machine.]

### Статті у фахових виданнях України, матеріали наукових конференцій
1. Волков С. М. Деякі проблеми мистецької освіти в Україні. Культурна трансформація мистецької освіти та актуальні питання творчої діяльності музиканта в сучасній Україні: Зб. наук. праць. К., 1998. С.191-196.
2. Волков С. М. Художня освіта в Україні. Художня освіта в Україні: сучасний стан, проблеми розвитку: Матеріали науково-практичної конференції. К., 1998. С.9-12.
3. Волков С. М. Концептуальні засади мистецької освіти в Україні на прикладі організації театральної освіти в Україні в 90-х роках ХХ століття. Педагогічна наука та мистецтвознавство на межі століть: Зб. наук. праць «Проблеми сучасного мистецтва і культури» / за ред. Г. Є. Гребенюка. Харків: Книжне видавництво «Каравела», 1999. С.15-20.
4. Волков С. М. Система театральної освіти в Україні. Театральна освіта в Україні. Сучасний стан, проблеми розвитку: Матеріали науково-практичної конференції. К., 1999. С.9-15.
5. Волков С. М. Система мистецької освіти в Україні в контексті європейських систем. Проблеми взаємодії мистецтва, педагогіки та теорії і практики освіти: Зб. наук. Праць. Вип. 4. Х.: Книж. видав. «Каравела», 1999, С.172-179.
6. Волков С. М. Молоді таланти — майбутнє українського мистецтва. Мистецькі обрії: Альманах Академії мистецтв України. К., 1999. С.267–269.
7. Волков С. М. Компаративний аналіз систем мистецької освіти в Україні та деяких європейських країнах. Українське музикознавство: Науково-методичний збірник. Упорядкування І. А. Котляревського. К.: НМАУ ім. П. І. Чайковського, 2000. Вип. 29. С.18-23.
8. Волков С. М. Мистецька освіта в Україні в контексті сучасних трансформаційних процесів (управлінський аспект). Актуальні проблеми історії, теорії та практики художньої культури: Випуск VII: Зб. наук. праць: у 2-х частинах. Частина ІІ. К., 2001. С. 185—198.
9. Волков С. М. Система мистецької освіти України -  продукт культурогенезу суспільства. Актуальні проблеми історії, теорії та практики художньої культури: Випуск ІХ: Зб. наук. Праць: У 2-х частинах. Частина ІІ. К., 2002. С. 250—259.
10. Волков С. М. Мистецька освіта в культурі України: нові парадигми управління культурою. Вісник Державної академії керівних кадрів культури і мистецтв «3» 2004: Зб. Наук. праць. К., 2004. С.40–44.
11. Волков С. М. Музична освіта в контексті реформаторських соціально-культурних процесів в Україні. Київське музикознавство: Культурологія та мистецтвознавство: Зб. статей. Вип.13. К., 2004. С.230-242.
12. Волков С. М. Особистість в світлі нових парадигм функціонування мистецьких навчальних закладів. До проблеми інтеграції освітніх систем Київське музикознавство: Культурологія та мистецтвознавство: Зб. статей. Вип.15. К., 2004. С.243-247.
13. Волков С. М. Вищі мистецькі навчальні заклади як центри мистецького життя регіонів України. Київське музикознавство: Культурологія та мистецтвознавство: Зб. статей. Вип.16. К., 2004. С..247-254.
14. Волков С. М. Принципи формування змісту освіти: традиції і сучасність. Актуальні проблеми історії, теорії та практики художньої культури. Вип. ХІІ. К., 2004. С.200-212.
15. Волков С. М. Концептуальні засади мистецької освіти — проблеми європейської інтеграції. Київське музикознавство: Культурологія та мистецтвознавство: Зб. статей. Вип.18. К., 2005. С.233-241.
16. Волков С. М. Регіональні особливості становлення творчих шкіл України: освітянський аспект. Науковий вісник  НМАУ ім. П. І. Чайковського. Вип. 68. Музика в просторі сучасності: друга половина ХХ — початок ХХІ ст.: К., 2007. С. 222—228.
17. Волков С. М. Роль професійного мистецького регіонального навчального закладу у культуротворенні. Культура України: цілісність у регіональній різноманітності;  Зб. матеріалів Всеукр. Науко.-практ. Конф., Київ, 19 листопада 2008 р. К.: ДАКККіМ, 2008. С.160-164.
18. Волков С. М. Українська культура крізь призму організації навчання у вищих мистецьких навчальних закладах. Науковий вісник  НМАУ ім. П. І. Чайковського. Вип. 67. Музична культура України 20-30-х років ХХ століття: тенденції і напрямки. Київ: НМАУ ім. П. І. Чайковського,  2008. С.69-77.
19. Волков С. М. Українська та світова системи мистецької освіти: проблема сумісності у пострадянські часи. Науковий вісник  НМАУ ім. П. І. Чайковського. Вип. 74. Естетика і практика мистецької освіти: К., 2008. С. 79-89.
20. Волков С. М. Особистості директорів КДВМУ ім. Р.Глієра в дзеркалі історії професійної мистецької освіти України. Науковий вісник  НМАУ ім. П. І. Чайковського. Вип. 75. К., 2009. С.252-267.
21. Волков С. М. Вищі музичні навчальні заклади України та їхня роль у збереженні екології культури. Науковий вісник НМАУ ім. П. І. Чайковського. Вип. 84. Композитор і сучасність. Київ: НМАУ ім. П. І. Чайковського,  2009. С.258- 270.
22. Волков С. М. Нові тенденції розвитку культурологічної думки в Україні. Культурологічна думка: Щорічник наукових праць. 2009. № 1. К.: Інститут культурології АМУ, 2009. С.86-91.
23. Волков С. М. Особливості  адаптації регулятивних методів культури та освіти в Україні. Культурологічна думка: Щорічник наукових праць. 2010. № 2. К.: ІК НАМУ, 2010. С.112-120.
24. Волков С. М. Вищі музичні навчальні заклади України та їх роль у збереженні екології культури. Актуальні проблеми мистецької практики і мистецтвознавчої науки. Мистецькі обрії. 2009. Вип.2 (11) Ін-т пробл. сучасн.мист-ва Акад. мист-тв України. Наук.керівник теми і голова наук. ред. І. Д. Безгін. К.: ІПСМ АМУ; КЖО «Софія». 2009. С.311-318.
25. Волков С. М. Мистецька освіта в трансформаційних процесах українського суспільства 20-х років ХХ ст. Культура України. Зб. наук. праць. Вип. 32. Х: ХДАК, 2010. С. 4-17.
26. Волков С. М. Формування художньої культури України: особливості регулятивних методів культури і освіти 30-х років ХХ ст. Культура України. Зб. наук. праць. Вип. 33. Х: ХДАК, 2011. С. 4-19.
27. Волков С. М. Модуси інституалізації української культури: культурно-освітні практики 40- років ХХ століття. Культурологічна думка: Щорічник наукових праць. № 3. К.: ІК НАМУ, 2011. С.101-109.
28. Волков С. М. Інституалізація мистецьких практик у культурі України 50-тих років ХХ століття. Актуальні проблеми історії, теорії та практики художньої культури:: Зб. наук. праць; вип. XXVI. К.:Міленіум, 2011. С.68-80.
29. Волков С. М. Мистецька освіта в реаліях соціокультурних процесів 60-х років. Культура України. Зб. наук. праць. Вип. 35. Х: ХДАК, 2011. С.
30. Волков С. М. Ретроспекції мистецької освіти в українському суспільстві ХХ-ХХІ ст. Культурологічна думка: Щорічник наукових праць. Вип.5. К.: ІК НАМУ, 2012. С.112-120.
31. Волков С. М. Інституалізовані освітні форми трансляцій національних мистецьких традицій на межі ХХ — ХХІ століть. Інституційні засади культуротворення: історія та сучасність: Зб.матеріалів Міжнародної науково-практичної конференції, м. Київ, 11-12 травня 2012 року. К.: НАКККіМ, 2012.
32. Волков С. М. Професійне мистецтво і мистецька освіта: точки перетину, орієнтири розвитку. Культура України. Вип. 42 (1). 2013. С.30-42.
33. Волков С. М. Особистості директорів Київського музичного училища імені Р. М. Глієра у дзеркалі історії професійної мистецької освіти України. Науковий вісник НМАУ ім. П. І. Чайковського, вип.86. К.: НМАУ, 2013, с.7-21.
34. Волков С. М. Українська культурологічна думка як чинник національної культурної ідентифікації. Культурологічна думка: Щорічник наукових праць. Вип.7. К.: ІК НАМУ, 2014. С.65-68.
35. Волков С. М. Еволюція художньої освіти. Вісник Харківської державної академії дизайну і мистецтв. Мистецтвознавство. Архітектура. Вип.45. Х., 2014. С.46-49.
36. Волков С. М. Еволюційні трансформації культурології. Культура України. Вип. 48. 2015.
37. Волков С. М. Особистість і час: культурологічний вимір. Часопис НМАУ ім. П. І. Чайковського. № 3 (32). К.: НМАУ, 2016. С.120-122.
38. Волков С. М. Рефлексії «креативної економіки» в українських культуротворчих реаліях. Культурологія та соціальні комунікації: інноваційні стратегії розвитку. Х.: ХДАК, 2016. С.284-285.
39. Волков С. М. Інтерпретація як іманентна сутність професійно-мистецького виховання. Інтерпретація як інструмент культурного дискурсу. К.: ІК НАМУ, 2016. С.28-30.
40. Волков С. М. Стандартизація в мистецькій освіті — виклики креативної економіки. Мистецька освіта і культура України: євроінтеграційний вектор. К.: НАКККіМ, 2016. С.25-27.
41. Волков С. М. Сучасні модуси дитячої субкультури в культуротворчих процесах України. Зб.тез науково-практичної конференції. К.: ІК НАМУ, 2017. С.28-30.
42. Волков С. М. Українські модуси дитячої субкультури як опосередкувальний чинник управління культурними процесами. Культурологічна думка: Щорічник наукових праць. Вип.12. К.: ІК НАМУ, 2017. С.7-19
43. Волков С. М. Модуси дитячої субкультури в українському вимірі. Культура — Текст — Особистість: українські перспективи. К.: ІК НАМУ, 2017. С,49-56 .
44. Волков С. М. Музичні фестивалі — конкурси як перспектива культурної взаємодії в глобалізованому світі. Україна — Польща: діалог культур (Ukraina — Polska: dialog kultur): зб. матеріалів Міжнародного наукового симпозіуму, Київ, 19-21 квітня 2018 р. К.: ІК НАМ України, 2018. 115 с. С.63-65.
45. Волков С. М. Дитяча субкультура: традиції в модусах сучасності. Дитяча субкультура в Україні: традиції та сучасність (культурологічний контекст): монографія / С. М. Волков, Т. І. Гаєвська та ін. К.: Ін-т культурології НАМ України, 2018. С.19-52. [Архівовано 7 січня 2021 у Wayback Machine.]
46. Волков С. М. Конкурсно-фестивальний рух в Україні ХХІ ст. як модель нового культурного середовища дитини. Дитяча субкультура в Україні: традиції та сучасність (культурологічний контекст): монографія / С. М. Волков, Т. І. Гаєвська та ін. К.: Ін-т культурології НАМ України, 2018. С.311-352  [Архівовано 7 січня 2021 у Wayback Machine.]
47. Волков С. М. Пам"яті Юрія Петровича Богуцького — директора Інституту культурології НАМ України. Культурологічна думка: Збірник. К.: ІК НАМУ, 2019. Вип.15. С.266-268.
48. Волков С. М. Реконструкція культуротворчого потенціалу мистецьких практик. Сучасна культурологія: актуалізація теоретико-практичних вимірів: колективна монографія. За загал.ред.проф. Ю. С. Сабадаш; редактори-укладачі: проф. Ю. С. Сабадаш, проф. І. В. Петрова. К.: Видавництво Ліра-К, 2019. С. 270—295.
49. Волков С. Трансформації в сучасній мистецькій освіті: виклики глобалізованого світу: Тези ІІ Міжнародної наукової конференції "Проблеми методології сучасного мистецтвознавства та культурології. 11-12 листопада 2020 р. Київ. С.40-41. https://academia.gov.ua/wp-content/uploads/2020/12/Tesy-metodology_final.pdf [Архівовано 11 квітня 2021 у Wayback Machine.]
50. Волков С. Агональність музичного мистецтва в сучасному культурному діалозі: Зб.тез та повідомлень Дистанційного круглого столу «Діалог культур у процесі гармонізації постсучасного світу», м. Київ, 28 квітня 2020 р. С.32-35. [Архівовано 18 квітня 2021 у Wayback Machine.]
51. Волков С. Професійне мистецтво і педагогічний досвід: самоідентифікація особистості в мистецькому навчальному закладі (регуляторні рефлексії): Зб.тез Всеукраїнської науково-практичної конференції «Культура. Мистецтво. Освіта. Актуальний полілог». 1 листопада 2020 р. Київ: Національна академія мистецтв України. С.31-33.  [Архівовано 7 січня 2021 у Wayback Machine.]
52. Волков С. Мистецька освіта як імагема в українській культурі. Динаміка і практика трансформації. Тенденції розвитку початкової мистецької освіти в Україні: зб. тез доповідей Всеукраїнської наук.-практ. конф. К., 2020. С.12-15[4].

## Відзнаки і нагороди
Почесна відзнака Міністерства культури і мистецтв України «За досягнення в розвитку культури і мистецтв» (№ 929 від 16 листопада 2004 р.).
Почесна відзнака Міністерства культури і мистецтв України «За багаторічну плідну працю в галузі культури» (№ 1247 від 13 травня 2005 р.).
За багаторічну сумлінну працю, вагомий особистий внесок у розвиток національної культури і мистецької освіти та з нагоди 50-річчя від дня народження нагороджений Подякою Київського міського голови (3 травня 2005 р. № 40950).
За вагомий особистий внесок у розвиток мистецької освіти та підготовку мистецьких кадрів, багаторічну плідну працю нагороджений Почесною грамотою Кабінету Міністрів України (17 серпня 2005 р. № 10406).
Присвоєно почесне звання «Заслужений діяч мистецтв України» (Указ Президента України від 22 лютого 2008 р. № 169).
За заслуги з відродження духовності в Україні та утвердження Помісної Української Православної Церкви нагороджений Орденом Христа Спасителя (Указ Патріарха Київського і всієї Руси-України Філарета від 25.04.2018 р. № 796).
За творчі досягнення нагороджений Срібною медаллю Національної академії мистецтв України (рішення Президії Національної академії мистецтв України № 7/31-09 від 17 червня 2015 р.).
Медаль «Трудова слава» ІІ ступеня № 325 Міжнародної академії рейтингових технологій і соціології «Золота фортуна» (2015 р.).
Медаль «Народна шана українським науковцям 1918—2018» № 313 Національної академії наук України та МАРТІС «Золота фортуна» (2019 р.).

## Профілі в електронних базах даних
- Волков Сергій Михайлович / Науковці України [Архівовано 3 березня 2022 у Wayback Machine.]
- Волков Сергій / Профіль науковця в Google Scholar [Архівовано 8 серпня 2020 у Wayback Machine.]
- Volkov Sergiy / ORCID ID [Архівовано 11 жовтня 2019 у Wayback Machine.]
- Volkov Sergiy / Researcher ID